# Snipe (Bootsklasse)

Riss Snipe Jolle

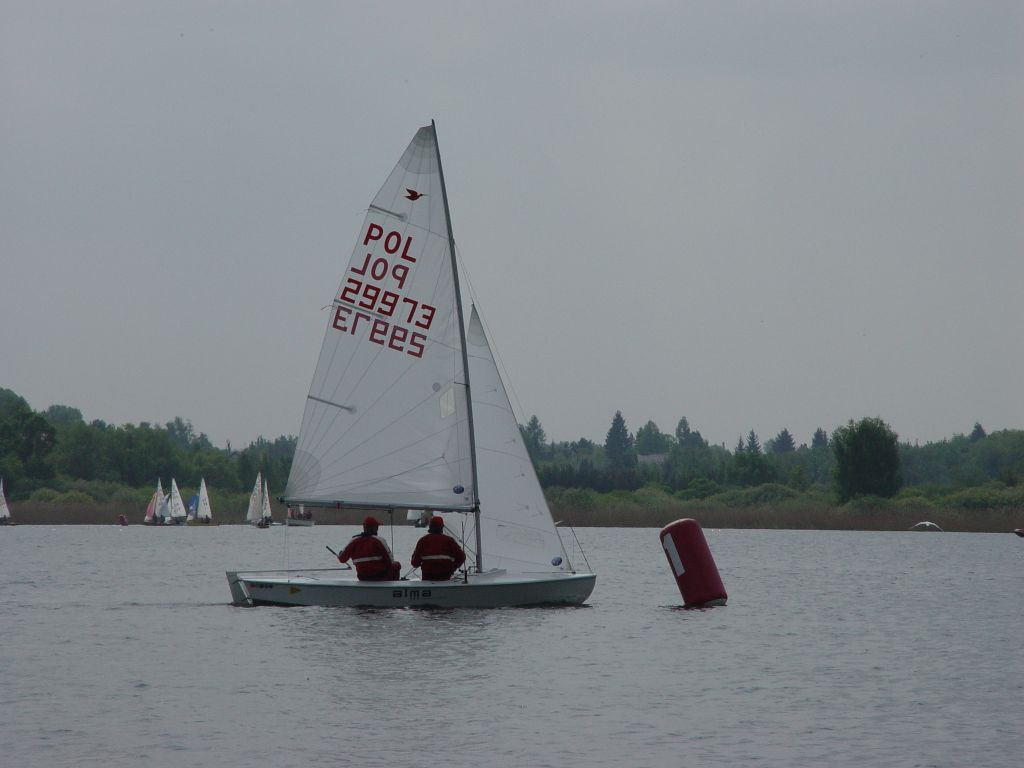
Snipe-Jolle POL 29973

Die Snipe ist eine Zwei-Mann-Segeljolle mit einer Länge von 4,72 m (15,5 Fuß). Sie wird zum Regattasegeln verwendet und erfüllt die Anforderungen an eine Einheitsklasse. Die Snipe wurde 1931 von William Crosby entworfen. Sie hat sich im Laufe der Zeit zu einer modernen, taktisch anspruchsvollen Regattajolle entwickelt mit einer weltweiten Verbreitung in über 26 Ländern.
Die Snipe ist einfach und klein gehalten, sie ist leicht zu segeln und aufgrund ihres geringen Gewichtes leicht von Regatta zu Regatta zu transportieren. Die International Sailing Federation hat die Bootsklasse Snipe als „Internationale Klasse“ anerkannt, was ihr eine Produktion von 30.000 Stück weltweit bescherte.
Der internationale Snipe-Slogan lautet: Serious sailing, Serious fun.
Als ein den Segler nachhaltig prägendes Segelboot ist es zu einer bestimmenden Bootsklasse in der Seglerwelt geworden. Es ist eine bemerkenswerte Tatsache, dass die beiden Topsegler Paul Elvstrøm und Torben Grael mit fünf beziehungsweise vier olympischen Medaillen in der Snipe-Klasse gesegelt haben. Die Snipe kann von allen unterschiedlichen Seglertypen genutzt werden, unabhängig von ihrem Alter, Gewicht oder Geschlecht. Gemischte Mannschaften sind in der Snipe-Klasse sehr verbreitet.
Aufgrund der Vorschriften einer Einheitsklasse haben sich in den vergangenen Jahren wenige Dinge an Bord verändert, sodass es einen guten Gebrauchtbootmarkt gibt.
Der Name „Snipe“ ist, wie man auch am Bootsklassenzeichen sehen kann, von der Vogelart Schnepfe abgeleitet. Diese heißt im englischen Sprachraum „Snipe“.
In der Snipe-Klasse herrscht eine rege Regattatätigkeit auf allen Ebenen: lokal, national und international. Die Int. Klassenvereinigung ist in Flotten organisiert und ihre Meisterschaften ermöglichen einen guten Vergleich der Mannschaften untereinander auf unterschiedlichem Niveau.

## Weltmeister der Snipe-Klasse
| Jahr | Skipper und Nationalität         | Flotte                                               |
| 1934 | William E. Bracey (USA)          | 1-Dallas                                             |
| 1935 | Perry Bass (USA)                 | 1-Dallas                                             |
| 1936 | Philip Benson, Jr. (USA)         | 4-Sea Cliff                                          |
| 1937 | Arthur M. Deacon (USA)           | 3-Central Long Island Sound                          |
| 1938 | Charles Gabor (USA)              | 10-Lake Mohawk                                       |
| 1939 | Walter Hall (USA)                | 62-Corinthian                                        |
| 1940 | Darby Metcalf (USA)              | 90-Los Angeles                                       |
| 1941 | Darby Metcalf (USA)              | 90-Los Angeles                                       |
| 1942 | Charles Heinzerling (USA)        | 190-Gull Lake                                        |
| 1945 | Bob White (USA)                  | 94-Newport Harbor                                    |
| 1946 | Bob Davis (USA)                  | 94-Newport Harbor                                    |
| 1947 | Ted A. Wells (USA)               | 93-Wichita                                           |
| 1948 | Carlos Vilar Castex (ARG)        | 274-Club Náutico San Isidro                          |
| 1949 | Ted A. Wells (USA)               | 93-Wichita                                           |
| 1951 | Jorge Vilar Castex (ARG)         | 274-Club Náutico San Isidro                          |
| 1953 | Antonio José Conde Martins (POR) | 369-Vela Atlantico                                   |
| 1955 | Mario Capio (ITA)                | 712-Tugillio                                         |
| 1957 | Juan Manuel Alonso Allende (ESP) | 151-Real Club Marítimo del Abra y Real Sporting Club |
| 1959 | Paul Elvstrøm (DEN)              | 585-Kopenhagen                                       |
| 1961 | Axel Schmidt (BRA)               | 477-San Francisco                                    |
| 1963 | Axel Schmidt (BRA)               | 477-San Francisco                                    |
| 1965 | Axel Schmidt (BRA)               | 477-San Francisco                                    |
| 1967 | Nelson Piccolo (BRA)             | 426-Rio Grande do Sul                                |
| 1969 | Earl Elms (USA)                  | 495-Mission Bay                                      |
| 1971 | Earl Elms (USA)                  | 495-Mission Bay                                      |
| 1973 | Félix Gancedo (ESP)              | 146-Real Club Mediterráneo                           |
| 1975 | Félix Gancedo (ESP)              | 146-Real Club Mediterráneo                           |
| 1977 | Boris Ostergren (BRA)            | 426-Rio Grande do Sul                                |
| 1979 | Dave Chapin (USA)                | 91-Island Bay                                        |
| 1981 | Jeff Lenhart (USA)               | 495-Mission Bay                                      |
| 1983 | Torben Grael (BRA)               | 159-Rio de Janeiro                                   |
| 1985 | Santiago Lange (ARG)             | 274-Club Náutico San Isidro                          |
| 1987 | Torben Grael (BRA)               | 159-Rio de Janeiro                                   |
| 1989 | Ricardo Fabini (URU)             | 506-Yacht Club Uruguayo                              |
| 1991 | Axel Roger (ARG)                 | 737-Club Universitario de Buenos Aires               |
| 1993 | Santiago Lange (ARG)             | 274-Club Náutico San Isidro                          |
| 1995 | Santiago Lange (ARG)             | 274-Club Náutico San Isidro                          |
| 1997 | Mauricio Santa Cruz (BRA)        | 159-Rio de Janeiro                                   |
| 1999 | Nelido Manzo (CUB)               | 22-Havana                                            |
| 2001 | Alexandre Paradeda (BRA)         | 426-Rio Grande do Sul                                |
| 2003 | Augie Diaz (USA)                 | 7-Miami                                              |
| 2005 | Augie Diaz (USA)                 | 7-Miami                                              |
| 2007 | Tomas Hornos (USA)               | 77-Winchester                                        |